# Zhenxing
Pour les articles homonymes, voir Zhenxing (homonymie).
Zhenxing (chinois : 鎮星, pinyin : zhènxīng, littéralement « étoile exorciste ») est, en astronomie chinoise, un des noms traditionnels donné à la planète Saturne.

## Référence
- (en) Francis Richard Stephenson et David A. Green, Historical supernovae and their remnants, Oxford, Oxford University Press, 2002, 252 p. (ISBN 0198507666), pages 218 à 222.